# Sporophagomyces chrysostomus
Sporophagomyces chrysostomus (Berk. & Broome) K. Põldmaa & Samuels – gatunek grzybów z klasy Sordariomycetes.

## Systematyka i nazewnictwo
Pozycja w klasyfikacji według Index Fungorum: Sporophagomyces, Hypocreaceae, Hypocreales, Hypocreomycetidae, Sordariomycetes, Pezizomycotina, Ascomycota, Fungi.
Po raz pierwszy takson ten opisali w 1873 r. Miles Joseph Berkeley i Christopher Edmund Broome, nadając mu nazwę Hypomyces chrysostomus. Obecną nazwę nadali mu K. Põldmaa i G.J. Samuels w 2000 r.
Ma 7 synonimów. Niektóre z nich:
- Acremonium lindtneri (Kirschst.) Samuels & Rogerson 1993
- Hypomyces chrysostomus Berk. & Broome 1873
- Moeszia lindtneri (Kirschst.) G.R.W. Arnold 1970[2].

Łacińska nazwa rodzajowa Sporphagomyces w tłumaczeniu na polski znaczy żywiący się zarodnikami.

## Morfologia
Na podłożu tworzy pierzastą grzybnię o średnicy do około 3,5 cm. Powierzchnia szczotkowata, filcowata i lśniąca, trochę gąbczasta, początkowo biała, potem od zarodników zabarwiona na brązowo. Perytecja jajowate, początkowo bladożółte, następnie oliwkowe do czerwonawych, z dużym ostiolum. Zarodniki zakrzywione, o ostrym lub tępym wierzchołku, gładkie, ze środkową przegrodą, 10–15 × 3–4 µm.
Sporophagomyces chrysostomus rozwija się na owocnikach innych grzybów, odżywiając się ich zarodnikami. Przyczepiony jest do żywiciela tylko środkową częścią swojej grzybni, podczas gdy filcowata jej reszta zwisa poniżej hymenofor żywiciela i zatrzymuje jego zarodniki, które następnie trawi.

## Występowanie i siedlisko
Znane jest występowanie Sporophagomyces chrysostomus głównie w Ameryce Północnej i Europie, pojedyncze stanowiska podano także w Ameryce Południowej i Azji. W Polsce po raz pierwszy jego stanowiska podano w 2019 i 2020 r. Bardziej aktualne stanowiska podaje internetowy atlas grzybów. Znajduje się w nim na liście gatunków zagrożonych, wartych objęcia ochroną.
Grzyb nadrzewny, pasożyt, występujący na owocnikach grzybów z rodzaju Ganoderma (lakownica), Rigidoporus (twardoporek) i Phellinopsis.